# Milan Aćimović
Milan Aćimović, serb.-chor. Милан Аћимовић (ur. 31 maja 1898, zm. w maju 1945 w Zelengorze) – serbski polityk, minister spraw wewnętrznych w okresie międzywojennym, a następnie szef rządu i ponownie minister spraw wewnętrznych pod okupacją niemiecką. Wolnomularz.
Był z wykształcenia adwokatem. Od 1935 był jednym z głównych działaczy Jugosłowiańskiej Unii Radykalnej. W latach 1938–1939 pełnił funkcję szefa policji w Belgradzie, a następnie ministra spraw wewnętrznych. Wkrótce po zajęciu Jugosławii przez wojska niemieckie w kwietniu 1941 stanął 1 maja tego roku na czele pierwszego kolaboracyjnego rządu serbskiego, zwanego oficjalnie Radą Komisarzy. Jednocześnie był komisarzem spraw wewnętrznych. Wysłał do Niemców memorandum, w którym występował o zgodę na utworzenie „Wielkiej Serbii” pod niemieckim protektoratem, ale pozostało ono bez odpowiedzi. Od 29 sierpnia 1941 do 1942 pełnił funkcję ministra spraw wewnętrznych w rządzie gen. Milana Nedicia. Zginął w walce z oddziałami 38 Dywizji Narodowej Armii Wyzwolenia Jugosławii.
Był żonaty (żona Milica z d. Cvetić), miał dwoje dzieci.